# 1980年冬季残疾人奥林匹克运动会奥地利代表团
1980年冬季残疾人奥林匹克运动会奥地利代表团是奥地利派出的1980年冬季残疾人奥林匹克运动会代表团。获得6枚金牌、10枚银牌和6枚铜牌。